# ربع دولار إيزابيلا
ربع إيزابيلا أو ربع المعرض الكولومبي كانت عملة تذكارية أمريكية تم سكها في عام 1893. وافق الكونجرس على القطعة بناءً على طلب مجلس مديرات المعرض العالمي الكولومبي. يصور الربع الملكة الإسبانية إيزابيلا الأولى ملكة قشتالة، التي رعت رحلات كولومبوس إلى العالم الجديد. صممت من قبل كبير النقاشين في مكتب دار سك العملة تشارلز إي. باربر، وهي العملة التذكارية الأمريكية الوحيدة من تلك الفئة التي لم تكن مخصصة للتداول.
أراد مجلس إدارة السيدات، برئاسة سيدة المجتمع في شيكاغو بيرثا بالمر، أن تقوم امرأة بتصميم العملة المعدنية، فتعاقد مع كارولين بيدل، وهي نحاتة. غادر بيدل المشروع بعد خلافات مع مسؤولي دار سك العملة، الذين قرروا بعد ذلك تكليف باربر بإتمام العمل. يرمز التصميم العكسي، الذي يظهر امرأة راكعة تغزل الكتان، مع مغزل في يدها اليسرى ومغزل في يدها اليمنى، إلى صناعة المرأة وكان مبنيًا على رسم تخطيطي للنقاش المساعد جورج تي مورغان.
قاموا بالتخلي عن تصميم الربع في الصحافة النقدية. لم يتم بيع العملة بشكل جيد في المعرض؛ وكان سعرها البالغ دولارًا واحدًا هو نفس سعر نصف الدولار الكولومبي، وكان الربع دولار يُنظر إليه على أنه الصفقة الأسوأ. وإرجع ما يقرب من نصف الإصدار المصرح به إلى دار سك العملة لصهره؛ وقاموا بشراء آلاف أخرى بالقيمة الاسمية من قبل مديري العملات ودخلت سوق العملات المعدنية في أوائل القرن العشرين. أصبحت اليوم تحظى بشعبية كبيرة بين هواة الجمع، وتقدر قيمتها بالمئات إلى الآلاف من الدولارات، اعتمادًا على حالتها.

## التشريع
في أغسطس 1892، أقر الكونجرس قانونًا يسمح ببيع أول عملة تذكارية للولايات المتحدة، وهي نصف دولار، بسعر أعلى من سعرها الأصلي من قبل مديري المعرض الكولومبي العالمي في شيكاغو. لقد وافق على هذا الحدث من قبل الكونغرس قبل عامين؛ حيث أنشأ هذا التشريع مجلسًا للمديرات السيدات ومجلسًا للمديرين السادة للإشراف على المعرض. كان مجلس إدارة السيدات المديرات برئاسة بيرثا بالمر، التي كان زوجها بوتر يمتلك فندق بالمر هاوس، الفندق الرائد في شيكاغو. في كثير من الأحيان كانت قرارات المديرات تنعكس على قرارات نظرائهن من الرجال بشأن المسائل المثيرة للجدل: على سبيل المثال، سعى بالمر إلى إغلاق عرض الرقص «الفتيات المصريات» في المعرض بعد اعتباره فاحشًا. كان العرض واحدًا من العروض القليلة الناجحة التي حققت إيرادات كبيرة، وتفوق على مديرات السيدات من قبل الرجال.

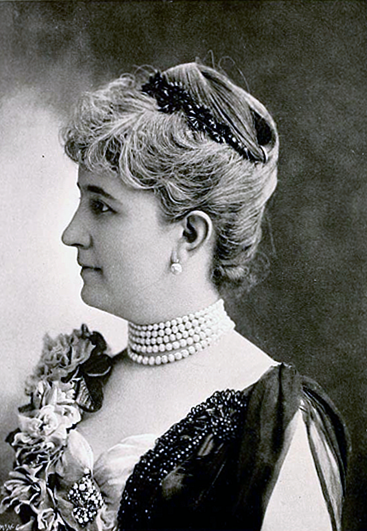
ترأست بيرثا بالمر مجلس إدارة المعرض للمديرات السيدات

تضمن تفويض مجلس المديرات في قانون عام 1890 الذي يمنح السلطة الفيدرالية للمعرض بناءً على إصرار المدافعة عن حقوق المرأة، سوزان ب. أنتوني، التي كانت عازمة على إظهار أن النساء يمكنهن المساعدة بنجاح في إدارة المعرض. ولتحقيق هذه الغاية، سعت مديرات السيدات إلى الحصول على عملة معدنية لبيعها في منافسة مع نصف الدولار التذكاري في المعرض، والذي وافق عليه الكونغرس في عام 1892. كان إقرار قانون نصف الدولار صعبًا، وقررت مديرات السيدات الانتظار حتى الدورة التالية للكونغرس لتقديم طلبهن. عندما ظهر نصف الدولار في نوفمبر 1892، اعتبرت مديرات العملات أنه غير فني وقررن تقديم ما هو أفضل. أراد بالمر أن تحظى مديرات العملات «بالشرف باعتبارهن مؤلفات أول عملة معدنية جميلة وفنية حقًا أصدرت على الإطلاق من قبل حكومة الولايات المتحدة».
في يناير 1893، توجه بالمر إلى لجنة التخصيصات في مجلس النواب، طالباً أن يكون مبلغ 10 آلاف دولار من الأموال المخصصة بالفعل لدفعها إلى المديرات من قبل الحكومة الفيدرالية في شكل عملات تذكارية، يمكنهم بيعها بسعر أعلى. في 3 مارس 1893، أقر الكونغرس قانونًا يسمح بإصدار عملة تذكارية، والتي كان من المقرر أن تكون وفقًا لمواصفات الربع المسكوك للتداول، وبتصميم يوافق عليه وزير الخزانة. سيقوموا بتحديد إجمالي سك العملة النقدية الخاصة بـ 40.000 عينة.

## البداية
رغبًا منه في الحصول على عملة معدنية جميلة لبيعها، طلب بالمر من الفنان كينيون كوكس إنتاج رسومات توضيحية. لكنها كانت عازمة على أن تقوم امرأة بتصميم العملة المعدنية. كما استشارت سارة هالويل، التي كانت سكرتيرة مدير الفنون الجميلة في المعرض وكانت تساعد عائلة بالمر في جمع مجموعة فنية كبيرة. اتصل هالويل بالنحات أوغسطس سانت جودنز، الذي أوصى بطالبته السابقة، كارولين بيدل، التي كانت منخرطة بالفعل في أعمال المعرض، بعد أن كلفته شركة تيفاني بإنتاج معرض. وافق بالمر على أن يقوم بيدل بالعمل.
بعد أن وافق الكونجرس على إنشاء حي الهدايا التذكارية، كتب مدير مكتب دار سك العملة، إدوارد أو. ليتش، إلى بالمر في 14 مارس/آذار 1893. وعلى الرغم من أنه أعرب عن استعداده للسماح لمديرات دار سك العملة باختيار التصميم، إلا أن كبير النقاشين تشارلز إي. باربر ومدير دار سك العملة في فيلادلفيا أوليفر بوسبيشيل حثا ليتش بالفعل على إبقاء عملية التصميم داخل دار سك العملة. أجاب بالمر أن مديرات السيدات قررن أن يحمل الحي صورة إيزابيلا الأولى، ملكة قشتالة (في إسبانيا)، التي ساعدت مساعدتها في دفع تكاليف رحلة كولومبوس. وأشارت بالمر إلى أنها كانت تستشير فنانين واقترحت أن تقدم الدار تصميمًا للنظر فيه. كما التقت مع عضو الكونجرس عن ولاية إلينوي ألين دوربورو ، رئيس لجنة المعارض في مجلس النواب وزميل سابق لوزير الخزانة جون جي. كارلايل، رئيس ليتش. اقترح بالمر على عضو الكونجرس أن يدافع عن مديرات السيدات مع كارلايل وليتش.
وفي أواخر شهر مارس/آذار، أرسل بالمر خطابًا إلى بيدل ليقوم بأعمال التصميم. وأوصت الفنان بأن تحمل العملة المعدنية صورة إيزابيلا على الوجه، ونقش «عملة تذكارية صدرت لمجلس مديرات المعرض الكولومبي العالمي بموجب قانون الكونجرس، 1492-1892» على الوجه الخلفي، بالإضافة إلى الفئة واسم البلد. ولم تطلب رئيسة مجلس إدارة دار سك العملة من بيدل أن يقدم للمديرات التصميم قبل إرساله إلى الدار. أبلغت بالمر كارلايل وليتش بتعليماتها. ولم يكن لدى كارلايل أي اعتراض على تصميم العملة المعدنية من قبل امرأة، أو على استخدام رأس إيزابيلا. أخبر السكرتير بالمر أن الوجه الخلفي، مع النقش الطويل، سيبدو وكأنه رمز إعلان تجاري، وطلب مراجعته. أرسل ليتش مذكرة إلى المشرف بوسبيشيل يبلغه فيها أن مديرات السيدات من المرجح أن يستعينن بنحات خارجي لإنشاء الوجه الأمامي ويطلبن منه أن يطلب من كبير النقاشين في دار سك العملة تشارلز إي. باربر إنشاء بعض التصميمات للوجه الخلفي للاستخدام المحتمل.

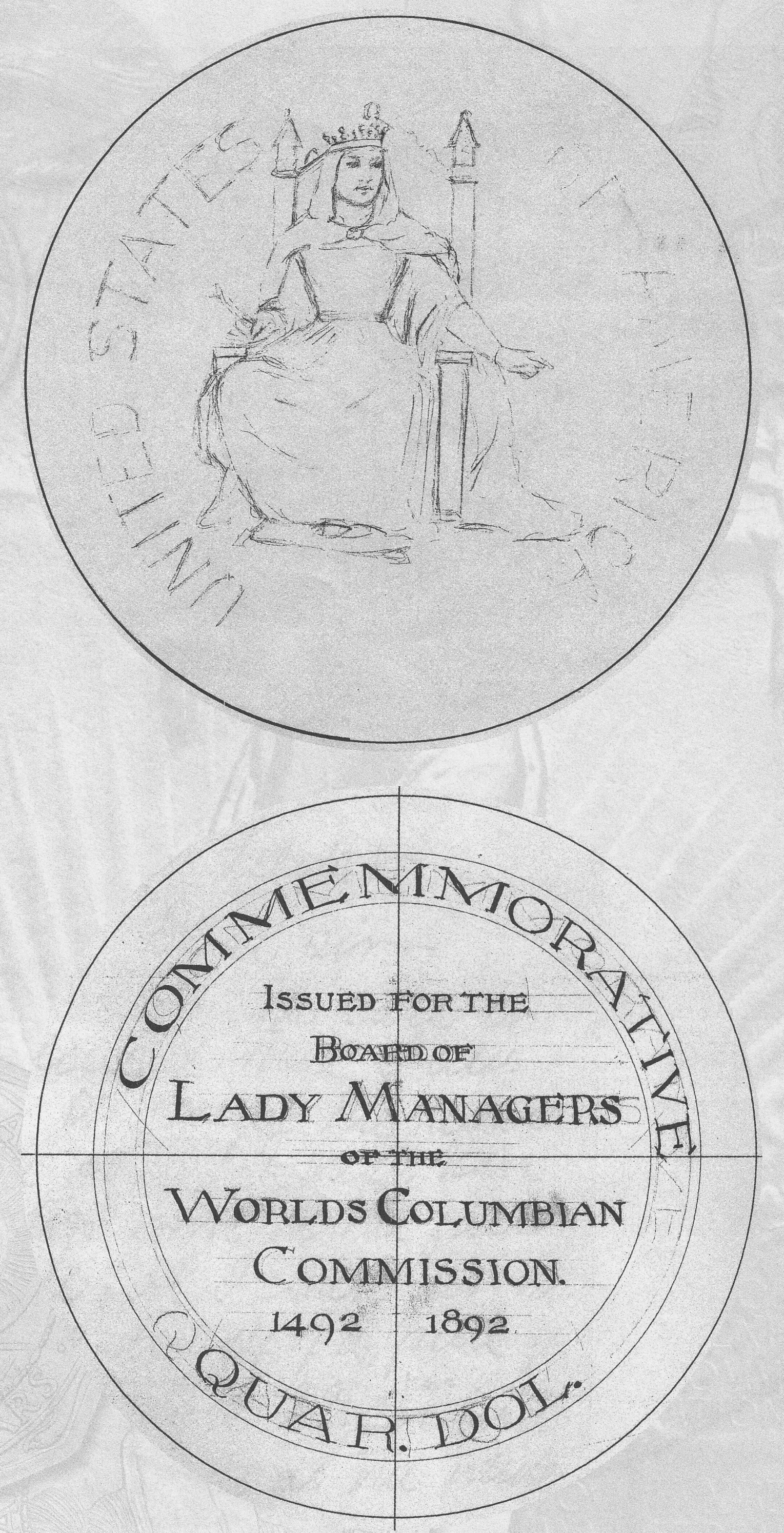
رسم بيدل

امتثالاً لتعليمات بالمر، أرسل بيدل إلى ليتش رسومات إيزابيلا جالسة، مع النقش الطويل على الوجه الخلفي؛ وكانت تأمل أن يسمح لها مدير دار السك بتقصيرها. لم يكن ليتش سعيدًا بالوجه الخلفي للعملة، وقرر أن يقوم باربر بتصميم هذا الوجه من العملة. كتب باربر وبوسبيشيل إلى ليتش أن ساقي إيزابيلا ستبدو مشوهة إذا استخدم الشكل الجالس، ونصحا بوضع الرأس في وضع جانبي. وافق كارلايل، مؤكدًا أنه أعطى الإذن فقط لرأس إيزابيلا. وأُبلغت بيدل أن باربر سوف ينتج الوجه الخلفي للعملة، على الرغم من أن التصميم سوف يُرسل إليها للموافقة عليه، وسوف يتعين عليها تغيير الوجه الأمامي للعملة. وفي الوقت نفسه، كانت بالمر تشعر بقلق متزايد: فمع وجود جدول زمني يمتد شهرين من الموافقة على التصميم إلى توفر العملات المعدنية الفعلية، كانت تخشى ألا تكون القطع متاحة للبيع حتى وقت متأخر من فترة المعرض من مايو/أيار إلى أكتوبر/تشرين الأول. تحت ضغط من جميع الجهات، هددت بيدل بالانسحاب من المشروع، وكتبت أنها «لا تستطيع الموافقة على القيام بنصف العمل».
وفي النهاية، كان هناك خطابان مؤرخان في السابع من أبريل/نيسان، مما أدى إلى نفاد صبر بيدل. وأكد أحدهم، من ليتش، حقه كمدير للدار في تحديد تصاميم العملات المعدنية، وأخبر بيدل أن الوجه سيكون رأس إيزابيلا، في حين أن الوجه الخلفي سيكون مبنيًا على رسومات من قبل أحد نحاتي الدار والتي ستكون حرة في تصميمها. أما المرسوم الثاني، الذي أصدره بوسبيشيل، فقد فرض شرطًا إضافيًا يقضي بعدم ارتداء إيزابيلا للتاج، وهو ما اعتبره غير مناسب على العملة الأمريكية. في 8 أبريل 1893، انسحبت كارولين بيدل من المشروع.
بعد استقالة بيدل، كتب ليتش رسالة تصالحية إلى بالمر، الذي رد معربًا عن أسفه لأن الثلاثة لم يعملوا معًا، وليس في أغراض متعارضة. كتب بالمر مقترحًا بديلاً للكتابة الموجودة على الوجه الآخر: وهي أن تصور العملة مبنى النساء في المعرض. قام باربر بإعداد الرسومات ورفض الفكرة، موضحًا أن المبنى سوف يظهر كخط بسيط على العملة المعدنية في النقش المنخفض المطلوب. وبدلاً من ذلك، فضّل رسمًا تخطيطيًا أعده المساعد جورج تي مورغان، يظهر امرأة راكعة تغزل الكتان، وهي تحمل مغزلًا في يديها. لم يكن ليتش راضيًا تمامًا عن الاقتراح، مشيرًا إلى أن تقابل صورة إيزابيلا على الوجه الأمامي وصورة مورجان الخلفية كان «أكثر من اللازم بالنسبة للمرأة». قبل قبول تصميم مورغان، أراد ليتش من باربر أن ينتج بعض النسخ العكسية بنفسه، وهو ما فعله كبير النقاشين، وأرسلها بوسبيشيل إلى ليتش في 11 و12 أبريل. أظهرت هذه الصور استخدامات مختلفة للنسر الشعاري. بعد النظر في هذه الجهود، قرر ليتش اعتماد تصميم مورجان وكتب إلى بالمر وفقًا لذلك، موضحًا أن «المغزل يستخدم في الفن ليرمز إلى العمل الدؤوب، وخاصة عمل النساء». وردًا على ذلك، اقترحت مديرات السيدات استخدام بوابة المبنى، وسألن عما إذا كان من الممكن وضع شخص حي على العملة المعدنية. صرح ليتش أن السكرتير كارلايل قد اختار العكس النسائي، وكان قراره ملزمًا.
أبلغ بوسبيشيل ليتش في رسالة أن ستيوارت كولين، أمين جامعة بنسيلفانيا، يمتلك عددًا من الميداليات التي تصور إيزابيلا، وكان الجنرال السابق أوليفر أو. هوارد منخرطًا في كتابة سيرة ذاتية للملكة الراحلة ويمتلك صورًا لها. ووافق ليتش على استشارة هؤلاء الرجال. كان كارلايل مترددًا في السماح بظهور نقش يفرق بين الجنسين، مثل «مجلس المديرات السيدات»، على العملة المعدنية، لكنه وافق في النهاية على هذا الصياغة. في 24 أبريل، أرسل مدير دار سك العملة إلى بالمر صندوقًا يحتوي على نموذجين من الجبس للوجه الأمامي للعملة، أحدهما يمثل إيزابيلا كملكة شابة، والآخر يظهرها وهي أكثر نضجًا. وأبلغها أيضًا أنه سيقوم باستخدام طريقة عكس المغزل، مع الصياغة التي وافق عليها كارلايل. من المفترض أن نماذج الوجه الأمامي قد صُنعت بواسطة باربر بناءً على نقش لإيزابيلا أرسله بيدل إلى الدار بناءً على طلب بالمر، لكن مورن يشير إلى أن الفترة التي تبلغ يومًا واحدًا فقط بين استلام النقش وإكمال النماذج (التي حضر خلالها باربر أيضًا جنازة حفيد بوسبيشيل) تعني أن باربر كان يعمل عليها قبل ذلك. وقد اختار مجلس المديرات في الخامس من مايو الملكة الشابة.

## التصميم والاستقبال

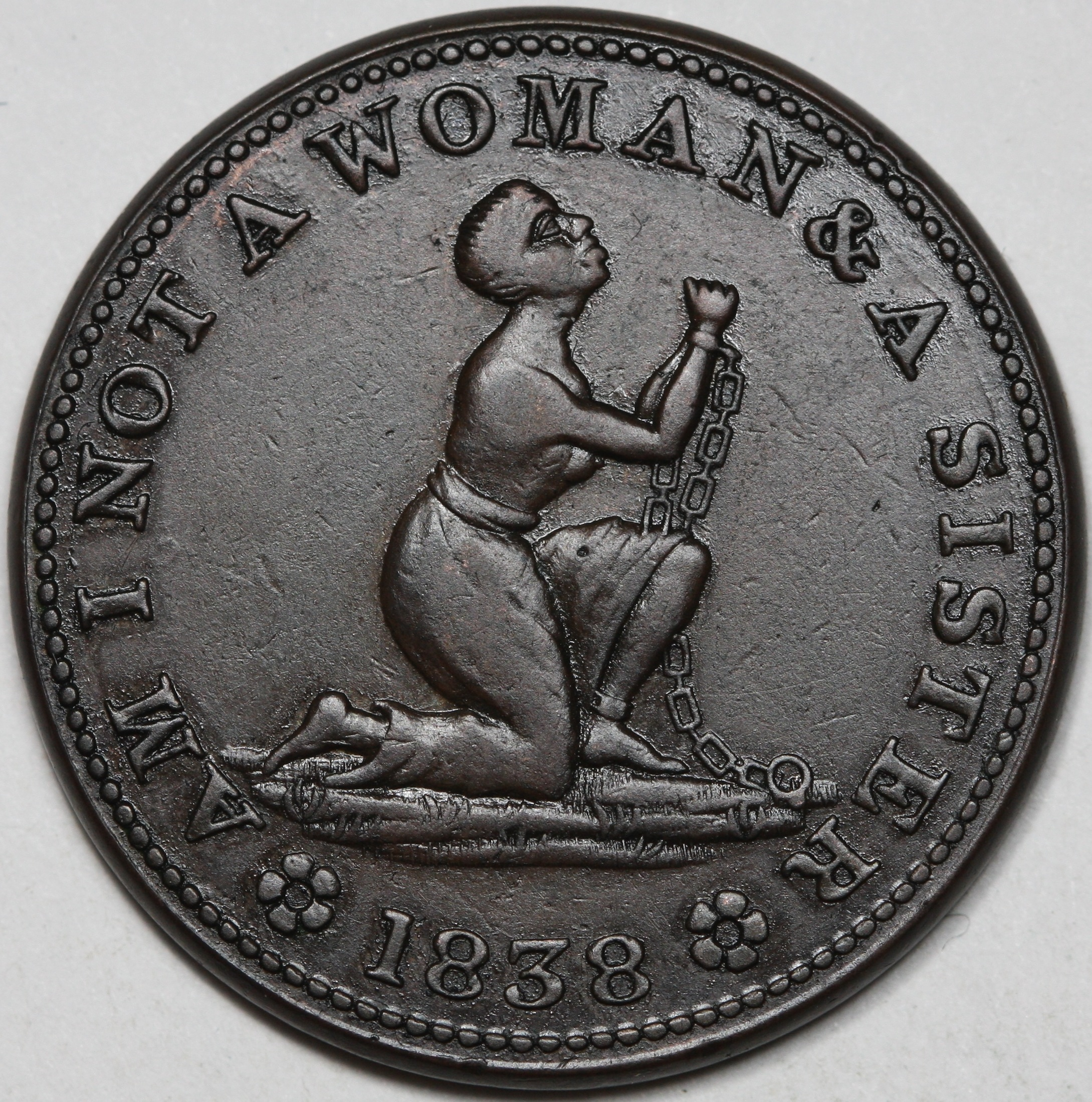
رمز مناهض للعبودية عام 1838 «ألست امرأة وأختًا»

يصور الوجه الأمامي لربع العملة المعدنية إيزابيلا تمثالًا نصفيًا لتلك الملكة الإسبانية متوجة ومرتدية ملابس غنية. وفقًا لمؤرخ الفن كورنيليوس فيرمول، فإن تصميم وجه العملة الذي صممه باربر «يتبع تقليد التصوير الفوتوغرافي القوطي الفيكتوري الذي ابتكره جيلبرت سكوت، والذي يمكن تلخيصه بشكل أفضل من خلال مجموعات القارات ونقوش الشخصيات الشهيرة على النصب التذكاري لألبرت في لندن». ويصور الوجه الخلفي امرأة راكعة تحمل مغزلًا ومغزلًا. يرجع فيرمويل هذه الصورة إلى شكل خادمة شابة منحوتة على الواجهة الشرقية لمعبد زيوس في أوليمبيا في القرن الخامس قبل الميلاد. ومع ذلك، قارنت رواية معاصرة في المجلة الأمريكية لعلم العملات الوجه الخلفي برمز مناهض للعبودية مع امرأة راكعة والأسطورة «ألست امرأة وأختًا». وقد لاحظ مؤرخ الفن، في كتابته عام 1971، أن «هذه العملة تبدو اليوم ساحرة بسبب غرابتها ونكهتها الفيكتورية، وهي مزيج من الهيلينية الباردة ورومانسية عصر النهضة. ولعل أحد أعظم أسباب متعتها هو أنها لا تحتوي على أي من النقوش والشعارات المعتادة وما إلى ذلك».
في دراسته للعملات التذكارية الأمريكية المبكرة، رفض المؤرخ العملاتي دون تاكساي الروايات المعاصرة (مثل تلك الموجودة في الكتاب الرسمي للمعرض) التي تزعم أن كينون كوكس قدم تصميمًا للربع؛ وأشار إلى أن ابن الفنان نفى بشدة أن يكون والده متورطًا في إنشاء العملة. اعتبر تاكساي التصميم «عاديًا» و«نموذجيًا لأسلوب باربر»، مشيرًا إلى أن «النمذجة، على الرغم من أنها أكثر بروزًا إلى حد ما من تلك الموجودة على نصف الدولار، لا تختلف عن غيرها».
وقد وجهت المجلة الأمريكية لعلم العملات انتقادات أخرى للربع:
Of its artistic merit, as of the harmony which is reported to have prevailed at the meetings of those [Lady] Managers, perhaps the less said the better; we do not know who designed it, but in this instance, as in the Half Dollar, the contrast between the examples of the numismatic art of the nation, as displayed on the Columbian coins, on the one hand, and the spirited and admirable work of the architects of the [Exposition's] buildings, on the other, is painful.  If these two coins really represent the highest achievements of our medallists and our mints ... we might as well despair of its future ... We are not ready to admit this to be true.

## الإصدار والتجميع
بدأت عملية سك ما أطلق عليه باربر «الأرباع الفخمة» في دار سك النقود في فيلادلفيا في 13 يونيو 1893، بعد ستة أسابيع من افتتاح المعرض. كان ليتش قد خطط لضرب القطع باستخدام فراغات مصقولة، أو ألواح، وكان العمال في تلك الدار يتعاملون مع العملات بعناية؛ فعلى عكس نصف الدولار، فإن العينات الباقية تظهر عليها علامات اتصال قليلة نسبيًا من العملات الأخرى. ضربت القطعة الأولى، إلى جانب الأرقام 400 و1492 و1892، كإثباتات وأرسلت إلى مديرات السيدات مع شهادات تثبت وضعهن. سكت ما مجموعه 40023 قطعة، مع الاحتفاظ بالعملات المعدنية الـ 23 التي تجاوزت العدد المسموح به من العملات المعدنية من قبل دار السك للتفتيش من قبل لجنة الفحص لعام 1894.
لم تباع القطع بشكل جيد في المعرض. حيث أنها كانت معروضة للبيع فقط في مبنى السيدات بالمعرض، أو عن طريق البريد؛ ويمكن شراء نصف الدولار من عدة منافذ. بيعت حوالي 15000 ربع دولار لهواة الجمع والتجار ومرتادي المعارض، بما في ذلك عدة آلاف منها اشترتها شركة سكوت للطوابع والعملات المعدنية. اعتبر زوار المعرض أن الربع دولار ليس صفقة جيدة مثل نصف الدولار، حيث بيعت كلاهما بنفس السعر وهو دولار واحد. ومن الباقي، تم شراء ما يقرب من 10 آلاف ربع دولار بالقيمة الاسمية من قبل بالمر ومديرات أخريات؛ وإرجعت حوالي 15,809 إلى الحكومة من أجل صهرها. وبعد خصم القطع التي إرجعوها للصهر، قاموا إجمالي 24214 عملة معدنية على الجمهور.
وقد انتقلت الكميات الكبيرة التي كانت بحوزة السيدات المديرات إلى السوق من خلال التجار والبائعين الآخرين في عشرينيات القرن العشرين. بحلول عام 1930، ارتفعت الأسعار إلى سعر الإصدار الأصلي؛ وبحلول عام 1955، بيعت العينات غير المتداولة مقابل 20 دولارًا. تحظى هذه القطع بشعبية كبيرة بين هواة الجمع لأنها العملات الأمريكية الوحيدة من فئة الربع دولار والتي أصدرت بشكل صارم كعملة تذكارية، وليس للتداول. يسرد الإصدار الفاخر لعام 2018 من كتاب دليل عملات الولايات المتحدة لـ RS Yeoman القطعة على أنها تتراوح بين 325 دولارًا في عملة AU-50 غير متداولة تقريبًا على مقياس تصنيف العملات Sheldon و3750 دولارًا في عملة MS-66 شبه النقية.